# Asota sinuosa
Asota sinuosa är en fjärilsart som beskrevs av Rothschild 1897. Asota sinuosa ingår i släktet Asota och familjen nattflyn. Inga underarter finns listade i Catalogue of Life.